# Буди-Каленські
Буди-Каленські (пол. Budy Kaleńskie) — село в Польщі, у гміні Щавін-Косьцельни Ґостинінського повіту Мазовецького воєводства.
Населення — 138 осіб (2011).
У 1975-1998 роках село належало до Плоцького воєводства.

## Демографія
Демографічна структура станом на 31 березня 2011 року:
|          | Загалом | Допрацездатний вік | Працездатний вік | Постпрацездатний вік |
| -------- | ------- | ------------------ | ---------------- | -------------------- |
| Чоловіки | 66      | 13                 | 44               | 9                    |
| Жінки    | 72      | 7                  | 47               | 18                   |
| Разом    | 138     | 20                 | 91               | 27                   |